# Kwango (flod)
Kwango (i Angola: Cuango) är en 1 100 kilometer lång flod i Angola och Kongo-Kinshasa. Den rinner upp i centrala Angolas högland och flyter i stort sett norrut för att sedan utgöra gräns mellan de båda länderna. Från Kasongo-Lunda är den segelbar, med undantag för forsarna vid Kingushi. Den flyter därefter in i Kongo-Kinshasa och mynnar ut i Kasaï i närheten av Bandundu. Det nedre loppet utgör provinsgräns mellan Kinshasa respektive Mai-Ndombe (till vänster) och Kwilu (till höger).
Det finns diamantfyndigheter i floden.

## Artikelursprung
Den här artikeln är helt eller delvis baserad på material från engelskspråkiga Wikipedia, tidigare version.